# Idel-Ural (pismo)
"Idel-Ural: Tatar legionьnьꞑ atnalьq gəzitəse" – kolaboracyjny organ prasowy Legionu Tatarów Nadwołżańskich podczas II wojny światowej
Pismo zaczęto publikować 15 listopada 1942 roku w Berlinie. Wychodziło raz w tygodniu. Miało 4 strony. W późniejszym okresie ukazywało się częściej na 6-8 stronach. Funkcję redaktora naczelnego pełnił Qıyam Ğäliev, zaś od jesieni 1944 roku feldfebel Szinajew. Współpracownikami byli m.in. Ahmet Temir i Tamurbek Dawletszin. Artykuły były pisane w języku tatarskim, a od marca 1944 roku w różnych językach narodów Powołża. Odtąd regularnie wychodził czuwaski dodatek do pisma. W połowie sierpnia 1943 roku Niemcy aresztowali kilku pracowników redakcji pisma, którzy wespół z Musą Cälilem prowadzili konspiracyjną działalność antyhitlerowską. W styczniu 1945 roku redakcja przeniosła się do Poczdamu.